# Långelidstjärnet
Långelidstjärnet este o arie protejată (arie specială de conservare — SAC, sit de importanță comunitară — SCI) din Suedia întinsă pe o suprafață de 9,1 ha, integral pe uscat.

## Localizare
Centrul sitului Långelidstjärnet este situat la coordonatele 58°58′08″N 12°00′31″E / 58.9688°N 12.0087°E.

## Înființare
Situl Långelidstjärnet a fost declarat sit de importanță comunitară în iulie 2000 pentru a proteja 2 specii de animale. Situl a fost protejat și ca arie specială de conservare în martie 2011.

## Biodiversitate
Situată în ecoregiunea boreală, aria protejată nu include niciun habitat protejat.
La baza desemnării sitului se află mai multe specii protejate de  nevertebrate (2): Dytiscus latissimus, Graphoderus bilineatus.